# Kẹo gương
Kẹo gương là một kẹo đặc sản có nguồn gốc từ huyện Tư Nghĩa, tỉnh Quảng Ngãi, Việt Nam, có hương vị thơm ngon, lạ miệng, rất được ưa thích. Kẹo trong như gương, giòn tan, rất dễ vỡ nên được gọi là kẹo gương.